# Trzech włóczęgów

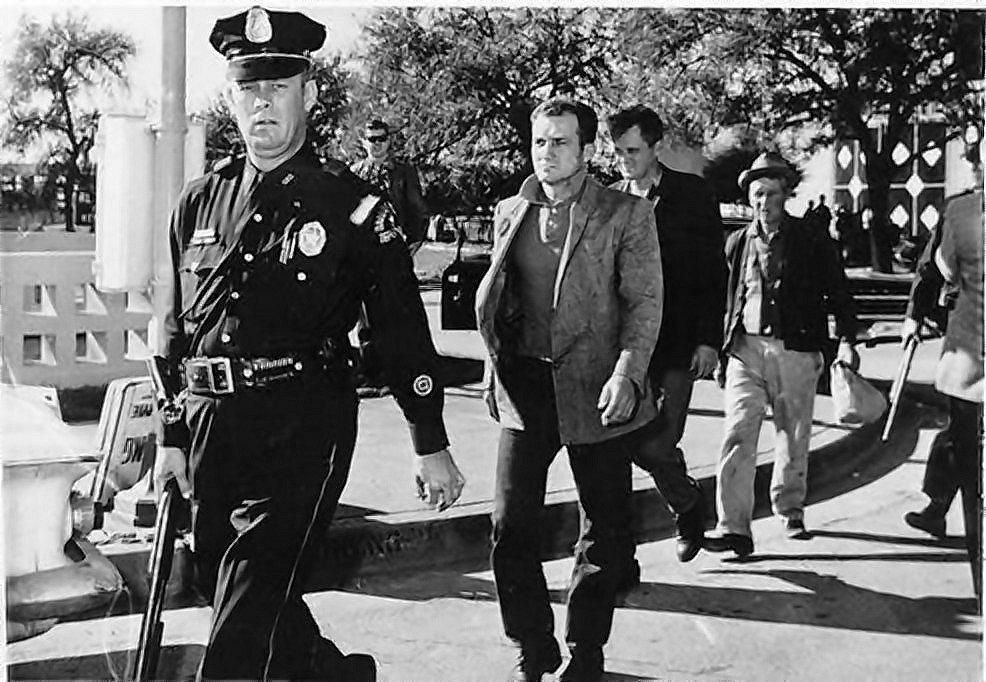
Trzech włóczęgów idących na przesłuchanie do biura szeryfa w Dallas. Od lewej: Harold Doyle, John Forrester Gedney i Gus W. Abrams

Trzech włóczęgów (ang. Three tramps) – trzech mężczyzn sfotografowanych gdy idą do biura szeryfa pod eskortą policji w pobliżu składnicy książek Texas School Book Depository wkrótce po udanym zamachu na prezydenta USA Johna F. Kennedy’ego 22 listopada 1963 w Dallas. Od lat 60. XX wieku trwały spekulacje dotyczące tożsamości tych ludzi i ich udziału w spisku mającym doprowadzić do śmierci Kennedy’ego. Dokumenty upublicznione przez Dallas Police Department w 1989 zidentyfikowały tych mężczyzn jako Gusa W. Abramsa, Harolda Doyle’a i Johna Forrestera Gedneya.
Tylko dwa oficjalne dokumenty odnosiły się do aresztowania włóczęgów: zeznanie sierżanta policji Davida V. Harknessa, który kierował przeszukiwaniem pociągu towarowego za Dealey Plaza, gdzie doszło do zamachu i oświadczenie złożone 26 listopada 1963 przez zastępcę szeryfa Harolda E. Elkinsa, potwierdzające przekazanie trzech aresztowanych mężczyzn z obszaru kolejowego kapitanowi Fritzowi z policji w Dallas. Co istotne w przypadku pytań stawianych przez badaczy zamachu władze nie były w stanie przedstawić żadnych powodów braku dokumentów z aresztowania oraz tego gdzie owe dokumenty się znajdują. Tożsamość mężczyzn i ich losy były nieznane co podsycało spekulacje na ten temat.

## Spekulacje

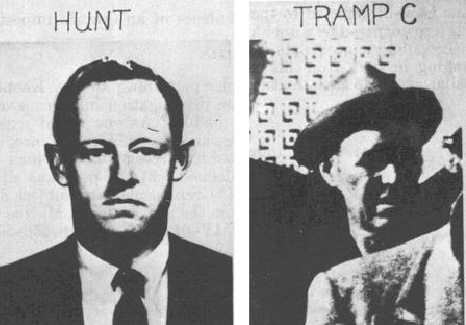
Porównanie wizerunku E. Howarda Hunta i jednego z włóczęgów

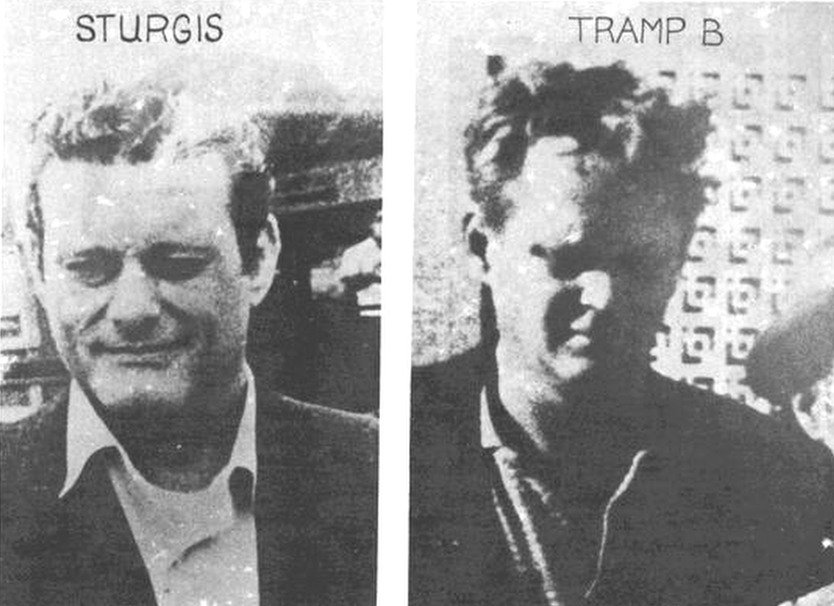
Porównanie zdjęcia Franka Sturgisa (jednego z pięciu włamywaczy w Watergate) i jednego z włóczęgów

Trzech aresztowanych mężczyzn nosiło zaniedbane ubrania ale byli ogoleni i mieli schludne fryzury. Ich niecodzienny wygląd w połączeniu z brakiem dokumentacji generował podejrzenia, że nie byli prawdziwymi włóczęgami, tylko zamieszanymi w zabójstwo i policja z Dallas pozwoliła im wymknąć się z miejsca zamachu. W związku z tym na przestrzeni lat powstało wiele spiskowych teorii i nazwisk poszczególnych włóczęgów: 
- morderca Charles Harrelson (ojciec aktora Woody’ego Harrelsona) miał być najwyższym z włóczęgów tak jak i Frank Sturgis (zamieszany w aferę Watergate),
- Chauncey Marvin Holt miał być włóczęgą w kapeluszu tak jak i E. Howard Hunt także zamieszany w aferę Watergate,
- Thomas Vallee aresztowany w Chicago za grożenie zamordowaniem Kennedy’ego.

Dodatkowo amerykański wojskowy L. Fletcher Prouty rozpoznał na fotografii generała Edwarda Lansdale’a mijającego trzech włóczęgów (zdjęcie). Według jednej z teorii spiskowych Lansdale miał być szefem operacyjnym zamachu na Kennedy’ego.

## Identyfikacja włóczęgów
W związku z rosnącym zainteresowaniem zabójstwem generowanym przez film JFK z 1991 w reżyserii Olivera Stone’a, wiele wcześniej tajnych dokumentów zostało udostępnionych publicznie. Na początku 1992 dziennikarze natrafili na dokumenty policji w Dallas upublicznione w 1989. Jeden z nich to zapis aresztowania trzech włóczęgów, którzy zostali znalezieni na obszarze kolejowym za Dealey Plaza. Zapisu dokonano o 16:00, około półtorej godziny po zrobieniu zdjęć. Ujawnia on, że ci mężczyźni to:
- Harold Doyle, lat 32, z Red Jacket, Wirginia Zachodnia,
- John Forrester Gedney, lat 38, bez stałego miejsca zamieszkania, najwyższy z trzech włóczęgów,
- Gus W. Abrams, lat 53, bez stałego miejsca zamieszkania, włóczęga w kapeluszu.

Abrams zmarł w 1987, Gedney i Doyle potwierdzili, że rzeczywiście byli mężczyznami na zdjęciach i nie mają nic wspólnego ze spiskiem na życie prezydenta Kennedy’ego. Poprzednią noc spędzili w pobliskim schronisku dla bezdomnych, gdzie mogli się umyć i ogolić.  